# Philip Bialowitz

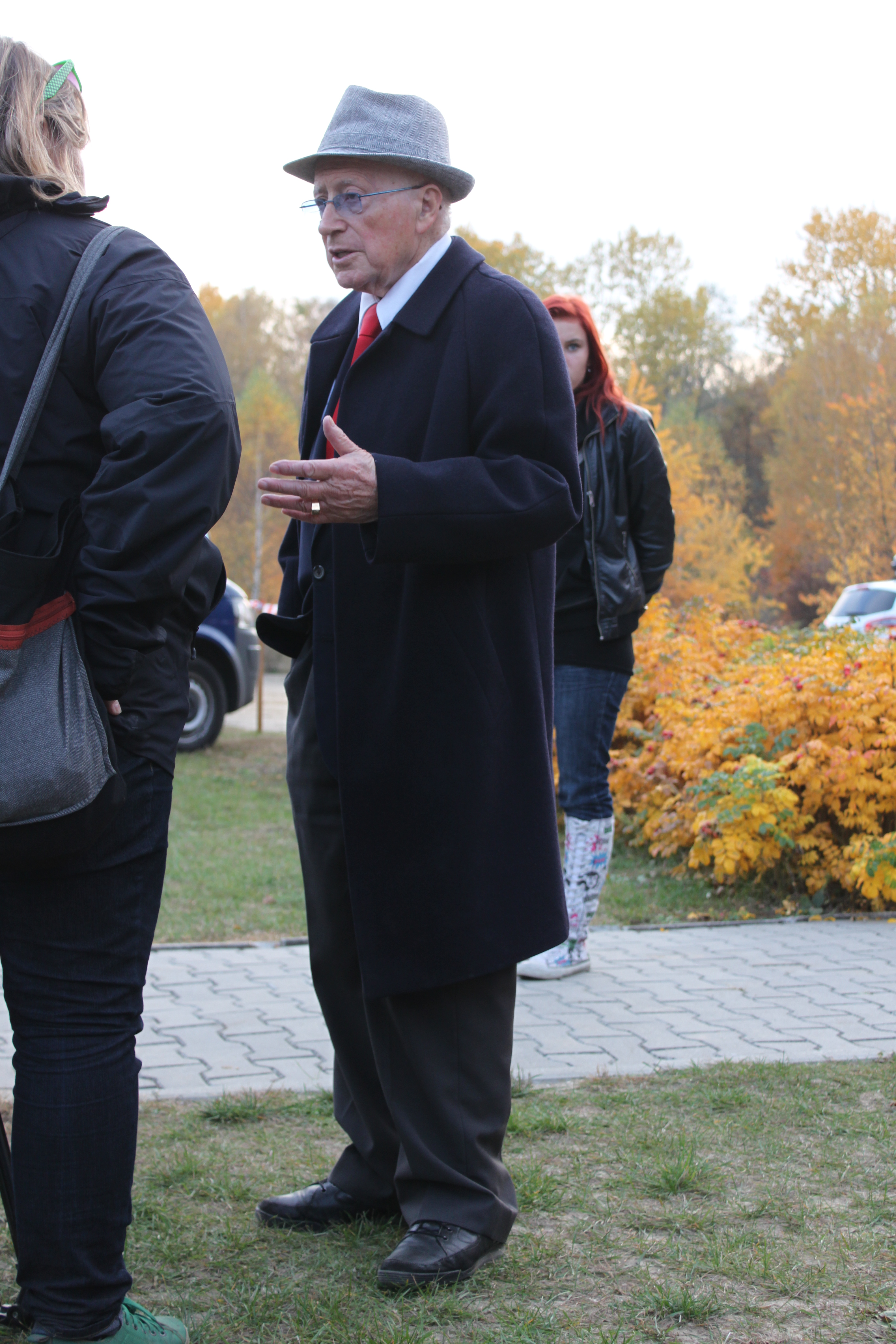
Bialowitz em Sobibor (2013)

Philip Bialowitz (Izbica, 25 de novembro de 1925 – Flórida, 6 de agosto de 2016) foi um sobrevivente do Holocausto e lutador de resistência polonês. Ele foi o último sobrevivente judeu polonês do campo de extermínio de Sobibor.
Bialowitz foi levado a Sobibor em abril de 1943, e ouviu rapidamente sobre suas irmãs e sobrinha sendo intoxicados por gás até a morte.  Ele creditou sua sobrevivência ao irmão Simcha - Simcha dizia que era farmacêutico, e Philip era seu assistente.  Ele recebeu a incumbência de realizar tarefas servis, como barbear outros prisioneiros enquanto evitava ser executado. Os prisioneiros frequentemente acreditavam que eles estavam sendo purificados ao invés de enviados às câmaras de extermínio. Certa vez seu trabalho foi de empilhar corpos em vagões de trem. Ele tentou puxar uma mulher do trem, mas sua pele grudou nas mãos dele, divertindo seu superintendente nazista.
Ele e seu irmão fizeram parte de uma rebelião em 14 de outubro de 1943, libertando 300 dos prisioneiros. Ele ouviu um dos líderes da revolta pedir que, se libertado, ele devia testemunhar sobre o campo de concentração. Prisioneiros de guerra russos ensinaram aos judeus como lutar. Bialowitz serviu como mensageiro, avisando aos oficiais da SS que eles tinham casacos e botas de couro para eles. Quando os oficiais foram ao local determinado, os rebeldes mataram onze deles com facas e machados. Bialowitz, então, pulou o arame farpado e correu em direção aos quartéis alemães a fim de cortar a eletricidade. Depois de escapar do campo de concentração, ele chegou ao distrito de Lublin com seu irmão e outros prisioneiros. Eles se abrigaram com um casal católico, Michał e Maria Mazurek, que escondeu eles até a chegada do Exército Vermelho. Cerca de 50 fugitivos sobreviveram até o fim da guerra.
Ele foi treinado por um aposentado médico nazista a ser assistente de dentista. Após a guerra ele se casou e teve filhos enquanto pressionava pela acusação de criminosos de guerra nazistas. Bialowitz se mudou para Columbus (Ohio). Ele finalmente se estabeleceu em Nova Iorque, trabalhando como joalheiro. Junto com o companheiro sobrevivente Thomas Blatt, ele foi uma das testemunhas no julgamento de John Demjanjuk em 2010. [carece de fontes?]
Ele escreveu o aclamado livro Uma promessa em Sobibor, detalhando sua juventude na Polônia, suas experiências durante a Segunda Guerra Mundial, e sua vida pós-guerra. Mais tarde, ele viajou pelo mundo dando palestras sobre o Holocausto e suas experiências pessoais. Ele costumava dizer que possuía uma "missão a cumprir".
Ele faleceu na Flórida, em 6 de agosto de 2016, aos 90 anos.